# Passeroidea
Passeroidea je rozsáhlá nadčeleď pěvců, zahrnující asi 1500 druhů ptáků ve dvaceti čeledích. Jde o jednu ze tří hlavních nadčeledí infrařádu Passerida (společně se Sylvioidea a Muscicapoidea). Dosud není jasné postavení několika bazálních čeledí.
V této nadčeledi se nacházejí jak okrasní astrildovití ptáci, tak i obyčejní vrabci polní. Jedná se tedy o nadčeleď velmi různorodou, obecně ale platí, že se nejedná o příliš velké ptáky a žádní z nich nejsou draví. Mimo pěnkav a vrabců je velmi zajímavá třeba čeleď vdovkovitých. Zajímavá je tato čeleď proto, že se zde nachází hnízdní parazité, přičemž samičky nakladou svá vajíčka do cizích hnízd. Na rozdíl od kukaček ale cizí vejce nevyhazují. Zajímavá je i čeleď astrildovitých, přičemž většina podřazených druhů je běžně chována jako okrasní ptáci i v Česku.

## Podřízené taxony
- Cukernatkovití
  - Cukernatka
- Květozobovití
  - Dicaeum
  - Prionochilus
- Strdimilovití
  - Aethopyga
  - Anabathmis
  - Anthobaphes
  - Anthreptes
  - Arachnothera
  - Chalcomitra
  - Chalcoparia
  - Cinnyris
  - Cyanomitra
  - Deleornis
  - Drepanorhynchus
  - Dreptes
  - Hedydipna
  - Hypogramma
  - Leptocoma
  - Nectarinia
- Irenovití
  - Irena
- Sýkavkovití
  - Sýkavka
- Urocynchramidae (strnad)
  - Urocynchramus

- Hájníčkovití
  - Hájníček
- Pěvuškovití
  - Pěvuška
- Snovačovití
  - Bubalornithinae 
  - Ploceinae
  - Plocepasserinae 
  - Sporopipinae
- Vdovkovití
  - Vidua
- Astrildovití
  - Amadina
  - Amandava
  - Clytospiza
  - Cryptospiza
  - Emblema
  - Erythrura
  - Estrilda
  - Euschistospiza
  - Heteromunia
  - Hypargos
  - Lagonosticta
  - Lonchura
  - Mandingoa
  - Neochmia
  - Nesocharis
  - Nigrita 
  - Oreostruthus
  - Ortygospiza
  - Padda
  - Parmoptila
  - Poephila
  - Pyrenestes
  - Pytilia
  - Spermophaga
  - Stagonopleura
  - Taeniopygia
  - Uraeginthus
- Vrabcovití
  - Carpospiza
  - Montifringilla
  - Passer
  - Petronia
- Konipasovití
  - Anthus
  - Dendronanthus
  - Macronyx
  - Motacilla
  - Tmetothylacus
- Pěnkavovití
  - Carduelinae
  - Fringillinae
  - Drepanidinae
  - Euphoniinae
- Calcariidae
  - Calcarius
  - Plectrophenax
  - Rhynchophanes
- Lesňáčkovití
  - Basileuterus
  - Cardellina
  - Catharopeza
  - Euthlypis
  - Geothlypis
  - Granatellus
  - Helmitheros
  - Icteria
  - Leucopeza
  - Limnothlypis
  - Microligea
  - Mniotilta
  - Myioborus
  - Myiothlypis
  - Oporornis
  - Oreothlypis
  - Protonotaria
  - Seiurus
  - Setophaga
  - Teretistris
  - Vermivora
  - Xenoligea
  - Zeledonia
- Vlhovcovití
  - Dolichonychinae
  - Icterinae
- Strnadovití
  - Acanthidops
  - Aimophila
  - Amaurospiza
  - Ammodramus
  - Amphispiza
  - Arremon
  - Arremonops
  - Atlapetes
  - Buarremon
  - Calamospiza
  - Camarhynchus
  - Catamenia
  - Certhidea
  - Charitospiza
  - Chondestes
  - Coryphaspiza
  - Coryphospingus
  - Diglossa
  - Diuca
  - Dolospingus
  - Donacospiza
  - Emberiza
  - Emberizoides
  - Embernagra
  - Euneornis
  - Geospiza
  - Gubernatrix
  - Haplospiza
  - Idiopsar
  - Incaspiza
  - Junco
  - Latoucheornis
  - Lophospingus
  - Loxigilla
  - Loxipasser
  - Lysurus
  - Melanodera
  - Melanospiza
  - Melophus
  - Melopyrrha
  - Melospiza
  - Melozone
  - Miliaria
  - Nesospiza
  - Oriturus
  - Oryzoborus
  - Paroaria
  - Passerculus
  - Passerella
  - Peucaea
  - Pezopetes
  - Phrygilus
  - Piezorhina
  - Pinaroloxias 
  - Pipilo
  - Pooecetes
  - Poospiza
  - Pselliophorus
  - Rhodospingus
  - Rhynchospiza
  - Rowettia
  - Saltatricula
  - Sicalis
  - Spizella
  - Sporophila
  - Tiaris
  - Torreornis
  - Volatinia
  - Xenospingus
  - Xenospiza
  - Zonotrichia
- Kardinálovití
  - Cardinalis
  - Caryothraustes
  - Cyanocompsa
  - Cyanoloxia
  - Parkerthraustes
  - Passerina
  - Periporphyrus
  - Pheucticus
  - Piranga
  - Porphyrospiza
  - Rhodothraupis
  - Saltator
  - Spiza
- Tangarovití
  - Anisognathus
  - Bangsia
  - Buthraupis
  - Calochaetes
  - Calyptophilus
  - Catamblyrhynchus
  - Chlorochrysa
  - Chlorophanes
  - Chlorornis
  - Chlorospingus
  - Chlorothraupis
  - Chrysothlypis
  - Cissopis
  - Cnemoscopus
  - Compsothraupis
  - Conirostrum
  - Conothraupis
  - Creurgops
  - Cyanerpes
  - Cyanicterus
  - Cypsnagra
  - Dacnis
  - Delothraupis
  - Dubusia
  - Eucometis
  - Habia
  - Hemispingus
  - Hemithraupis
  - Heterospingus
  - Iridophanes
  - Iridosornis
  - Lamprospiza
  - Lanio
  - Mitrospingus
  - Nemosia
  - Neothraupis
  - Nephelornis
  - Nesospingus 
  - Orchesticus
  - Oreomanes
  - Oreothraupis
  - Orthogonys
  - Phaenicophilus
  - Pipraeidea
  - Pseudodacnis
  - Pyrrhocoma
  - Ramphocelus
  - Rhodinocichla
  - Schistochlamys
  - Sericossypha
  - Spindalis
  - Stephanophorus
  - Tachyphonus
  - Tangara
  - Tersina
  - Thlypopsis
  - Thraupis
  - Trichothraupis
  - Urothraupis
  - Wetmorethraupis
  - Xenodacnis